# نادي أتلتيكو كاستيلو برانكو
كلوب أتلتيكو كاستيلو برانكو (Clube Atlético Castelo Branco)، المعروف باسم كاستيلو برانكو ، هو نادي كرة قدم برازيلي مقره في مدينة ريو دي جانيرو.

## تاريخ
تأسس النادي في 9 نوفمبر 1990 من قبل كلية كاستيلو برانكو. تنافس النادي في أول مسابقة احترافية له في عام 2007 في بطولة كاريوكا للمستوى الثالث.